# Hubert Gagnon
Pour les articles homonymes, voir Gagnon.
Hubert Gagnon est un acteur québécois né le 29 septembre 1947 et mort le 7 juin 2020 à Longueuil. Il est surtout connu pour avoir interprété la voix d'Homer Simpson pendant 27 ans.
Il a doublé plus de cinq cents œuvres ; d'après Bernard Fortin, il est le doubleur québécois le plus prolifique, pendant les 45 ans d'exercice de ce métier.

## Biographie
Hubert Gagnon est né le 29 septembre 1947. Il est le frère de la comédienne Arlette Gagnon dite Beaudry et le grand-oncle de l'actrice Ingrid Falaise.

### Théâtre
Hubert Gagnon entame sa carrière artistique en 1970 au Théâtre du Nouveau Monde (TNM) en interprétant un rôle dans la production Le Mariage de Figaro. Par la suite, il participe à la pièce Jules César, toujours au TNM, avant de se voir confier un rôle majeur par André Brassard dans la pièce Andromaque de Racine au Quat'Sous en 1973. Sa collaboration avec le tandem Tremblay/Brassard se poursuit avec sa participation dans plusieurs pièces telles que Ste Carmen d'la Main, Bonjour, Là, Bonjour, Les Anciennes Odeurs et L'Impromptu d'Outremont (cette dernière pièce étant présentée en anglais au Centre Saidye Bronfman).
En outre, Hubert Gagnon se distingue par ses nombreuses apparitions au Centre national des Arts, où il brille dans des productions telles que Gaspard de Peter Handke et Rashoman de Kurosawa, sous la direction d'Olivier Reichenbach. Parmi ses autres interprétations mémorables figurent des rôles dans des classiques tels que Arlequin, serviteur de deux maîtres de Carlo Goldoni et Le Songe de Woyzeck. En 1984, il joue le rôle titre de Mozart dans la pièce de Peter Shaffer Amadeus, mise en scène par Olivier Reichenbach.

### Comédien de doublage
Hubert Gagnon est connu pour être les voix de Homer J. Simpson et Abraham Simpson dans la version québécoise de la série Les Simpson :

« Il faut qu'Homer soit épais, mais humain et sympathique. En France, il est très lent, très chantant, on dirait un Suisse ! À nos oreilles d’ici, ça sonne attardé. Hubert, avec son talent, a trouvé le “sweet spot” entre l’imbécillité et la sympathie. »

— Benoît Rousseau, La Presse
Il a été aussi les voix de Steven Seagal, Mel Gibson, Dennis Quaid, Robert De Niro, et Richard Gere dans plusieurs films, ainsi que le personnage de Picabo dans la série Les Oraliens. Il interprète aussi la voix de Vernon Dursley dans la célèbre série de films Harry Potter.
Il est la voix régulière québécoise de l'acteur américain Christopher Walken.
En 2017, il annonce qu'il ne doublera pas la voix d'Homer, ainsi que celle de son père Abraham Simpson, pour la 28e saison des Simpson afin de prendre une pause pour des raisons de santé. Il est remplacé par Thiéry Dubé. Ce dernier mentionne que bien qu'il se collera le plus possible à la voix d'Hubert, il ne compte pas en faire une imitation.

### Mort
Hubert Gagnon meurt à la suite d'un cancer le 7 juin 2020 chez lui à Longueuil à l'âge de 72 ans,. Le 20 juin suivant, l'équipe des Simpson publie un hommage à l'acteur sur le compte Instagram de la série : « Nous avons perdu celui qui a été notre Homer canadien-français durant 27 saisons... Hubert Gagnon, tu vas nous manquer. ». Le message est accompagné d'un dessin de David Silverman, sur lequel Homer apparaît, assis seul à une table, levant son verre en hommage à Gagnon. L'air triste, le père de la famille Simpson salue celui qui lui a prêté sa voix pendant près de trois décennies : « Au revoir Hubert! »,.

## Filmographie

### Télévision
- 1969 - 1970 : Les Oraliens (série télévisée) : Picabo
- 1970 - 1975 : Mont-Joye (série télévisée) : Denis Meunier
- 1971 : Flip et compagnie (série télévisée) : Flip
- 1972 : Nic et Pic (série télévisée) : Mousta
- 1974 - 1976 : La Petite Patrie (série télévisée) : Laurent Lecorre
- 1982 : Monsieur le ministre (série télévisée) : rôle inconnu
- 1990 : Desjardins: la vie d'un homme, l'histoire d'un peuple (mini-série) : Héroux
- 1991 : Lance et compte : Le Crime de Lulu (TV)
- 1996 - 2001 : 4 et demi… (série télévisée) : Léopold Lemieux
- 2007 : La Galère (série télévisée) : Gérard

### Cinéma
- 1974 : Les Beaux Dimanches : François

### Doublage

#### Cinéma

##### Robert De Nirodans
- Coupable par association
- Le Fan (1997) : Gil "Curly" Renard
- Jackie Brown (1997) : Louis Gara
- Détective (1997) : lieutenant Moe Tilden
- Simples Secrets (1998) : Dr Wally
- Des hommes d'influence (1998) : Conrad Brean
- Les Chemins de la dignité (2001) : major-scaphandrier Billy Sunday
- 15 minutes (2001) : détective Eddie Flemming
- Godsend, expérience interdite (2004) : Richard Wells
- Gang de requins (2004) : Don Lino (voix)
- Raisons d'État (2007) : Bill Sullivan, directeur de l'OSS, fondateur de la CIA
- Stardust, le mystère de l'étoile (2007) : capitaine Shakespeare
- La Loi et l'Ordre (2008) : lieutenant Tom "Turk" Cowan
- Stone (2010) : Jack Mabry
- Machete (2010) : sénateur John McLaughlin
- Mon beau-père et nous (2010) : Jack Byrnes
- Happy New Year (2011) : Stan Harris
- Unités d'élite (2012) : capitaine Joe Sarcone
- Red Lights (2012) : Simon Silver
- Face à face (2015) : Benjamin Ford
- Bus 657 (2015) : Francis "The Pope" Silva

##### Mel Gibsondans
- L'Arme fatale (1987) : Martin Riggs
- L'Arme fatale 3 (1992) : Martin Riggs
- Une seconde chance (1992) : le capitaine Daniel McCormick
- L'Homme sans visage (1993) : Justin McLeod
- Maverick (1994) : Bret Maverick
- Cœur Vaillant (1995) : William Wallace
- Rançon (1996) : Tom Mullen
- Complot Mortel (1997) : Jerry Fletcher
- Le Règlement (1999) : Porter
- Ce que femme veut (2000) : Nick Marshall
- Nous étions soldats (2002) : le lieutenant-colonel Harold C. Moore
- Signes (2002) : Graham Hess
- La Frontière des Ténèbres (2010) : l'inspecteur Thomas "Tomy" Craven
- Prison tout inclus (2012) : Barns, le chauffeur
- Les Sacrifiés 3 (2014) : Conrad Stonebanks
- Justice brutale (2018) : Brett Ridgeman

##### Christopher Walkendans
- Le Retour de Batman
- L'Intra-Terrestre
- La Prophétie 3 : L'Ascension
- Gigli
- Les Country Bears
- Kangourou Jack
- Le Traqueur
- Au tournant de la vie
- Domino
- L'Homme de l'année
- Hairspray
- Balles en feu
- Le Vol de la Maiden Heist
- Les Psychopathes

##### Fred Willarddans
- Jerry Stahl l'incorrigible
- 50 Façons de perdre l'amour
- Présentateur vedette : La Légende de Ron Burgundy
- Un amour a la dérive
- Ados en révolte
- Un été magique

##### Richard Griffithsdans
- Harry Potter à l'école des sorciers
- Harry Potter et la Chambre des secrets
- Harry Potter et le Prisonnier d'Azkaban
- Harry Potter et l'Ordre du Phénix
- Harry Potter et les Reliques de la Mort, partie 1

##### Autres voix
- 1984 - 1985 : Transformers (série télévisée) : Optimus Primus
- 1991 - 2017 : Les Simpson (TV) : Homer Simpson (1ère voix) et Abraham Simpson (2e voix)
- 1991 : Capitaine Crochet : Peter Banning/Peter Pan, (Robin Williams)
- 1992 : The Babe : Babe Ruth, (John Goodman)
- 1993 : Batman: Le Masque du Phantasme : Alfred Pennyworth (Efrem Zimbalist II)
- 1995 : Histoire de jouets : chauffeur d'automobiles
- 1996 : La Rançon : Détective James Shaker, (Gary Sinise)
- 1996 : Une folle équipée : Jeffery, (Obba Babatundé)
- 1997 : Titanic : commandant en second Wilde
- 1999 : Star Wars, épisode I : La Menace fantôme : Boss Nass, (Brian Blessed)
- 2000 : Belphégor (série télévisée) : Commissaire Ménardier
- 2000 : 102 Dalmatiens : M. Button
- 2000 : Film de peur : Shérif Russell
- 2002 : Hé Arnold !, le film : Scheck (Paul Sorvino), Général Dick Horowitz (Joe Ranft)
- 2002 : Chicago : Billy Flynn (Richard Gere, voix parlée)
- 2002 : Peter Pan 2 : Retour au Pays imaginaire :  Capitaine Crochet
- 2003 : Malibu's Most Wanted :  Bill Gluckman, (Ryan O'Neal)
- 2004 : Le Tour du monde en quatre-vingts jours : Lord Kelvin, (Jim Broadbent)
- 2004 : Cabin Fever : Caldwell (Robert Harris)
- 2005 : Faussaire (The Hoax) : Clifford Irving, (Richard Gere)
- 2006 : Georges le petit curieux : Mr. Bloomsberry, (Dick Van Dyke)
- 2006 : La Vie sauvage : père de Samson (Kevin Michael Richardson)
- 2006 : Garfield Pacha Royal : Winston, (Bob Hoskins)
- 2006 : Vol 93 : Donald Freeman Greene
- 2007 : Les Simpson, le film : Homer Simpson, Abraham Simpson
- 2008 : Pogo et ses amis : Pogo, (John Wayne Gacy)
- 2008 : Un Anglais à New York de Robert B. Weide : Clayton Harding, (Jeff Bridges)
- 2008 : Kung Fu Panda : M. Ping (James Hong)
- 2009 : Il pleut des hamburgers : Joe Towne (Will Forte)
- 2010 : Eyeshield 21 : Gunpei Shôji/ Goki Komusubi
- 2010 : Millénium 3 : La Reine dans le palais des courants d'air : (Fredrik Clinton)
- 2011 : Kung Fu Panda 2 : M. Ping
- 2016 : Kung Fu Panda 3 : M. Ping

### Citations originales
1. ↑  (en) « We lost our French Canadian Homer of 27 years... Hubert Gagnon, we will miss you. »